# Viviers-le-Gras
 Viviers-le-Gras  es una población y comuna francesa, en la región de Lorena, departamento de Vosgos, en el distrito de Épinal y cantón de Monthureux-sur-Saône.

## Demografía
| 200 | 227 | 203 | 192 | 200 | 185 |
| Para los censos de 1962 a 1999 la población legal corresponde a la población sin duplicidades (Fuente: INSEE [Consultar]) |     |     |     |     |     |